# Carlos Santana and Buddy Miles! Live!
Albums par Carlos Santana
Santana III
(1971) Caravanserai
(1972)
Lives par Carlos Santana
Lotus
(1975)
Albums par Buddy Miles
Buddy Miles Live
(1971) Booger Bear
(1973)
Carlos Santana and Buddy Miles! Live! est un album enregistré en concert par le guitariste Carlos Santana et le batteur Buddy Miles paru en juin juin 1972.
Il ne doit pas être compté comme faisant partie de la discographie du groupe Santana, mais bien plutôt comme un album réalisé en collaboration entre le guitariste Carlos Santana et le batteur Buddy Miles.

## Liste des titres
|       | 'Face A'                  |                                               |       |
| A1.   | Marbles                   | John McLaughlin                               | 4:19  |
| A2.   | Lava                      | Buddy Miles                                   | 2:13  |
| A3.   | Evil Ways                 | Clarence "Sonny" Henry                        | 6:37  |
| A4.   | Faith Interlude           | Miles, Carlos Santana                         | 2:13  |
| A5.   | Them Changes              | Miles                                         | 5:51  |
|       | 'Face B'                  |                                               |       |
| B1.   | Free Form Funkafide Filth | Greg Errico (en), Ron Johnson, Miles, Santana | 24:54 |
| 46:06 |                           |                                               |       |

### Personnel
- Carlos Santana : guitare[4]
- Neal Schon : guitare
- Ron Johnson : basse
- Robert Hogins : orgue Hammond, piano électrique
- Buddy Miles : batterie, chant
- Greg Errico : batterie
- Coke Escovedo – batterie, percussion, timbales
- Mike Carabello – percussion, congas
- Victor Pantoja – percussion, congas
- Mingo Lewis – percussion
- Luis Gasca : trompette
- Hadley Caliman : saxophone, flûte

### Production
- Production, enregistrement, mixage : Carlos Santana, Buddy Miles[4]
- Production (assistants), mixage : Mike Larner, Glen Kolotkin
- Supervision : Jack DiGiovanni, Ron Estrada, Stan Marcum
- Artwork (pochette) : Richard Upper, Robert Knight
- Design, photographie : Joan Chase
- Photographie : Barbara Baker, Richard Clark, Glen Kolotkin